# Giulio Francia
Pour les articles homonymes, voir Francia.
Giulio Raibolini dit Giulio Francia (Bologne, 1487 - 1540) est un peintre de l'école bolonaise membre de la famille d'artistes italiens des Francia.

## Biographie
Giulio Francia est le fils cadet et l'élève de Francesco Raibolini, avec qui il travaille ainsi que son frère Giacomo.
Il réaliseront ensemble  plusieurs retables, identifiables par leurs noms latinisées « Iacobus » et « Iulius ».

## Œuvres
Avec son frère Giacomo :
- Natività con l’annuncio dei pastori, Chiesa della Clarissa di Carpi,
- Assomption,
- Le Baptême de  Valeriano Aspertini et le Martyre de sainte Cécile, oratoire Sainte Cécile,
- Les saints Jérôme, Margaret et Francis (1518), Musée du Prado, Madrid
- Nativité (1519),église San Giovanni Evangelista, Parme.

## Sources
- (en) Cet article est partiellement ou en totalité issu de l’article de Wikipédia en anglais intitulé « Giulio Raibolini » (voir la liste des auteurs).
- Exposition-conférence : Giacomo e Giulio Francia " Natività con l’annuncio dei pastori", Soprintendenza Patrimonio Storico Artistico di Modena e Reggio Emilia- Galleria Estense le 25/02/2006